# 176. вечити дерби у фудбалу
176. вечити дерби је фудбалска утакмица која је одиграна 12. априла 2025. године на Стадиону Рајко Митић у Београду. Ова утакмица је играна у оквиру 1. кола плеј-офа Суперлиге Србије у сезони 2024/25, а Црвена звезда је победила Партизан са 2 : 1 (0 : 1). Главни судија на утакмици био је Милан Илић из Ћуприје.
Директан телевизијски пренос утакмице реализовала је мрежа Арена спорт, а емитован је на каналу Арена премијум 1. Директан радијски пренос могао се пратити на таласима Радио Београда 1, у оквиру емисије Време спорта и разоноде, уз коментаре репортера Милана Биговића и Дејана Николића.
Црвеној звезди су, након интервенција из ВАР собе, поништена два гола.
Звездин играч Андрија Максимовић на овој утакмици је постао најмлађи стрелац у историји београдског вечитог дербија. Он је у тренутку постизања поготка имао 17 година, 10 месеци и 7 дана. Претходно је овај рекорд држао Стеван Јоветић, нападач црно-белих.
По први пут су у вечитом дербију наступила три Партизанова играча: Милан Вукотић, Вања Драгојевић и Огњен Угрешић.

## Међусобни скор пред дерби

### Последњих десет вечитих дербија
| #    | Такмичење                    | Домаћин       | Гост          | Датум       | Резултат |
| ---- | ---------------------------- | ------------- | ------------- | ----------- | -------- |
| 167. | Суперлига Србије 2021/22.    | Црвена звезда | Партизан      | 17.04.2022. | 0 : 0    |
| —    | Куп Србије 2021/22. — финале | Црвена звезда | Партизан      | 26.05.2022. | 2 : 1    |
| 168. | Суперлига Србије 2022/23.    | Партизан      | Црвена звезда | 31.08.2022. | 1 : 1    |
| 169. | Суперлига Србије 2022/23.    | Црвена звезда | Партизан      | 03.03.2023. | 1 : 0    |
| 170. | Суперлига Србије 2022/23.    | Партизан      | Црвена звезда | 26.04.2023. | 0 : 0    |
| 171. | Суперлига Србије 2023/24.    | Партизан      | Црвена звезда | 20.12.2023. | 2 : 1    |
| 172. | Суперлига Србије 2023/24.    | Црвена звезда | Партизан      | 09.03.2024. | 2 : 2    |
| 173. | Суперлига Србије 2023/24.    | Црвена звезда | Партизан      | 20.04.2024. | 3 : 2    |
| 174. | Суперлига Србије 2024/25.    | Партизан      | Црвена звезда | 23.09.2024. | 0 : 4    |
| 175. | Суперлига Србије 2024/25.    | Црвена звезда | Партизан      | 22.02.2025. | 2 : 2    |

## Пласман клубова на табели Суперлиге Србије 2024/25.
|  | М | Клуб                   | Одиг. | Поб. | Нер. | Пор. | ГД  | ГП | ГР  | Бод. |
|  | - | ---------------------- | ----- | ---- | ---- | ---- | --- | -- | --- | ---- |
|  | 1 | Црвена звезда          | 30    | 28   | 2    | 0    | 106 | 22 | +84 | 86   |
|  | 2 | Партизан               | 30    | 18   | 9    | 3    | 58  | 29 | +29 | 63   |
|  | 3 | ОФК Београд Моцарт бет | 30    | 13   | 7    | 10   | 40  | 39 | +1  | 46   |

|  | М | Клуб                   | Одиг. | Поб. | Нер. | Пор. | ГД  | ГП | ГР  | Бод. |
|  | - | ---------------------- | ----- | ---- | ---- | ---- | --- | -- | --- | ---- |
|  | 1 | Црвена звезда          | 31    | 29   | 2    | 0    | 108 | 23 | +85 | 89   |
|  | 2 | Партизан               | 31    | 18   | 9    | 4    | 59  | 31 | +28 | 63   |
|  | 3 | ОФК Београд Моцарт бет | 31    | 14   | 7    | 10   | 43  | 39 | +4  | 49   |

- [6][7]

## Детаљи меча
| Црвена звезда                                          | 2 : 1 Извештај | Партизан        |
| ------------------------------------------------------ | -------------- | --------------- |
| Андрија Максимовић 84’ (пен.) · Никола Симић 88’ (аг.) |                | Алдо Калулу 39’ |

| Црвена звезда | Партизан |

| Стартна постава: |    |                    |  |            |
|                  |    |                    |  |            |
| С                | 6  | Раде Крунић        |  |            |
| С                | 8  | Гелор Канга        |  | 68’        |
| Н                | 9  | Шериф Ндиаје       |  | 67’ 90+6’  |
| С                | 10 | Александар Катаи   |  | 71’ 84’    |
| Г                | 18 | Омри Глазер        |  |            |
| С                | 21 | Тими Макс Елшник   |  |            |
| С                | 27 | Фелисио Милсон     |  | 46’        |
| О                | 44 | Вељко Милосављевић |  |            |
| С                | 55 | Андрија Максимовић |  | 84’ (пен.) |
| О                | 66 | Сол Јонгву         |  |            |
| О                | 88 | Ебенезер Анан      |  | 56’        |
| Измене:          |    |                    |  |            |
| С                | 3  | Кејмер Сандовал    |  |            |
| С                | 4  | Мирко Иванић       |  |            |
| С                | 7  | Јован Шљивић       |  |            |
| Н                | 17 | Бруно Дуарте       |  | 68’        |
| О                | 23 | Милан Родић        |  | 90+6’      |
| О                | 25 | Мамаду Фал         |  |            |
| Н                | 31 | Урош Сремчевић     |  |            |
| С                | 32 | Лука Илић          |  | 84’        |
| О                | 47 | Страхиња Стојковић |  |            |
| С                | 49 | Немања Радоњић     |  | 46’        |
| Г                | 77 | Иван Гутеша        |  |            |
| Тренер:          |    |                    |  |            |
| Владан Милојевић |    |                    |  |            |

| Стартна постава: |    |                      |  |               |
|                  |    |                      |  |               |
| Г                | 1  | Александар Јовановић |  |               |
| О                | 3  | Михајло Илић         |  | 50’ 60’       |
| О                | 4  | Марио Јурчевић       |  |               |
| Н                | 7  | Јован Милошевић      |  |               |
| С                | 11 | Милан Вукотић        |  | 72’           |
| С                | 14 | Стефан Ковач         |  | 60’           |
| Н                | 15 | Алдо Калулу          |  | 39’ 45+4’ 80’ |
| О                | 18 | Нихад Мујакић        |  | 45’           |
| О                | 26 | Александар Филиповић |  | 31’           |
| С                | 36 | Огњен Угрешић        |  | 80’           |
| С                | 80 | Вања Драгојевић      |  |               |
| Измене:          |    |                      |  |               |
| С                | 10 | Бибрас Натхо         |  |               |
| О                | 12 | Златан Шеховић       |  | 80’           |
| О                | 17 | Марко Живковић       |  | 80’           |
| С                | 19 | Александар Шћекић    |  | 60’           |
| О                | 21 | Бојан Димоски        |  |               |
| О                | 30 | Милан Рогановић      |  | 72’           |
| О                | 40 | Никола Симић         |  | 60’ 88’ (аг.) |
| Н                | 42 | Душан Јовановић      |  |               |
| С                | 45 | Матеја Стјепановић   |  |               |
| Г                | 85 | Немања Стевановић    |  |               |
| С                | 90 | Зоран Алиловић       |  |               |
| Тренер:          |    |                      |  |               |
| Срђан Благојевић |    |                      |  |               |

Помоћне судије: Светозар Живин, Александар Марјановић, Милош Милановић
ВАР судија: Момчило Марковић
Помоћник ВАР судије: Урош Стојковић
Делегат: Мирослав Буквић